# Haapasaari (ö i Lappland, Östra Lappland, lat 66,63, long 27,93)
Haapasaari är en ö i Finland. Den ligger i sjön Kemi träsk och i kommunen Kemijärvi i den ekonomiska regionen  Östra Lapplands ekonomiska region  och landskapet Lappland, i den norra delen av landet, 700 km norr om huvudstaden Helsingfors. Öns area är 2,2 hektar och dess största längd är 280 meter i sydväst-nordöstlig riktning.